# Ajay Bhatt
Ajay V. Bhatt (6 de setiembre de 1957) es un arquitecto de ordenadores indo-estadounidense que ayudó a definir y desarrollar varias tecnologías ampliamente utilizadas, incluyendo USB (Universal Serial Bus), AGP (Accelerated Graphics Port) y PCI-Express.
Ajay Bhatt se hizo famoso por ser el co-inventor del USB. Esto fue posible gracias a un anuncio televisivo de 2009 realizado por Intel. En este spot publicitario, Ajay fue protagonizado por el actor Sunil Narkar.

## Biografía
Después de completar su graduación en Maharaja Sayajirao University of Baroda, en la India, recibió sus masters de la Universidad de la Ciudad de Nueva York, Estados Unidos. Bhatt se unió a Intel en 1990. Tiene más de 10 patentes, y varias otras están en proceso de presentación. En 1998, 2003 y 2004 fue elegido para participar en Distinguished Lecture Series en las principales universidades de Estados Unidos y Asia. 
El 9 de octubre de 2009, The Tonight Show with Conan O'Brien hizo un sketch cómico parodiándole a él. Ajhay Bhatt fue reconocido en julio de 2010 como uno de los 50 Indios Más Influyentes del Mundo.
En abril de 2013, fue galardonado con Outstanding Achievement en Ciencia & Tecnología por The Asian Awards en Londres.